# Lochyrus
Lochyrus is een vliegengeslacht uit de familie van de roofvliegen (Asilidae).

## Soorten
- L. balmacedensis Artigas, 1970
- L. crassus (Bromley, 1932)
- L. frezieri Artigas, 1970